# Nephrotoma opima
Nephrotoma opima är en tvåvingeart som beskrevs av Alexander 1924. Nephrotoma opima ingår i släktet Nephrotoma och familjen storharkrankar. Inga underarter finns listade i Catalogue of Life.